# Boussières
Boussières ist eine französische Gemeinde mit 1200 Einwohnern (Stand: 1. Januar 2022) im Département Doubs  in der Region Bourgogne-Franche-Comté. Sie gehört zum Arrondissement Besançon und ist Mitglied im Gemeindeverband Grand Besançon Métropole. Die Bewohner werden Boussiérois und Boussiéroises genannt.

## Geographie
Boussières liegt auf 275 m, etwa 13 Kilometer südwestlich der Stadt Besançon (Luftlinie). Das Dorf erstreckt sich am westlichen Rand des Juras, auf einer Anhöhe am Westfuß des Mont, südlich des Doubstals.
Die Fläche des 5,58 km² großen Gemeindegebiets umfasst einen Abschnitt des westlichen französischen Juras. Der Hauptteil des Gebietes wird von der Anhöhe von Boussières und einer südlich angrenzenden weiten Mulde eingenommen, die sich nach Westen zum Doubstal öffnet. Die westliche und nördliche Grenze verläuft entlang dem Doubs, der hier in einem großen Bogen nach Süden ausgreift und durch eine breite Talniederung fließt. Nach Südosten erstreckt sich das Gemeindeareal bis auf den Höhenrücken von Montgardot, der die Täler von Doubs und Loue trennt. Hier wird mit 452 m die höchste Erhebung von Boussières erreicht.
Nachbargemeinden von Boussières sind Torpes und Thoraise im Norden, Vorges-les-Pins im Osten, Quingey, Abbans-Dessus und Abbans-Dessous im Süden sowie Osselle-Routelle im Westen.

## Geschichte

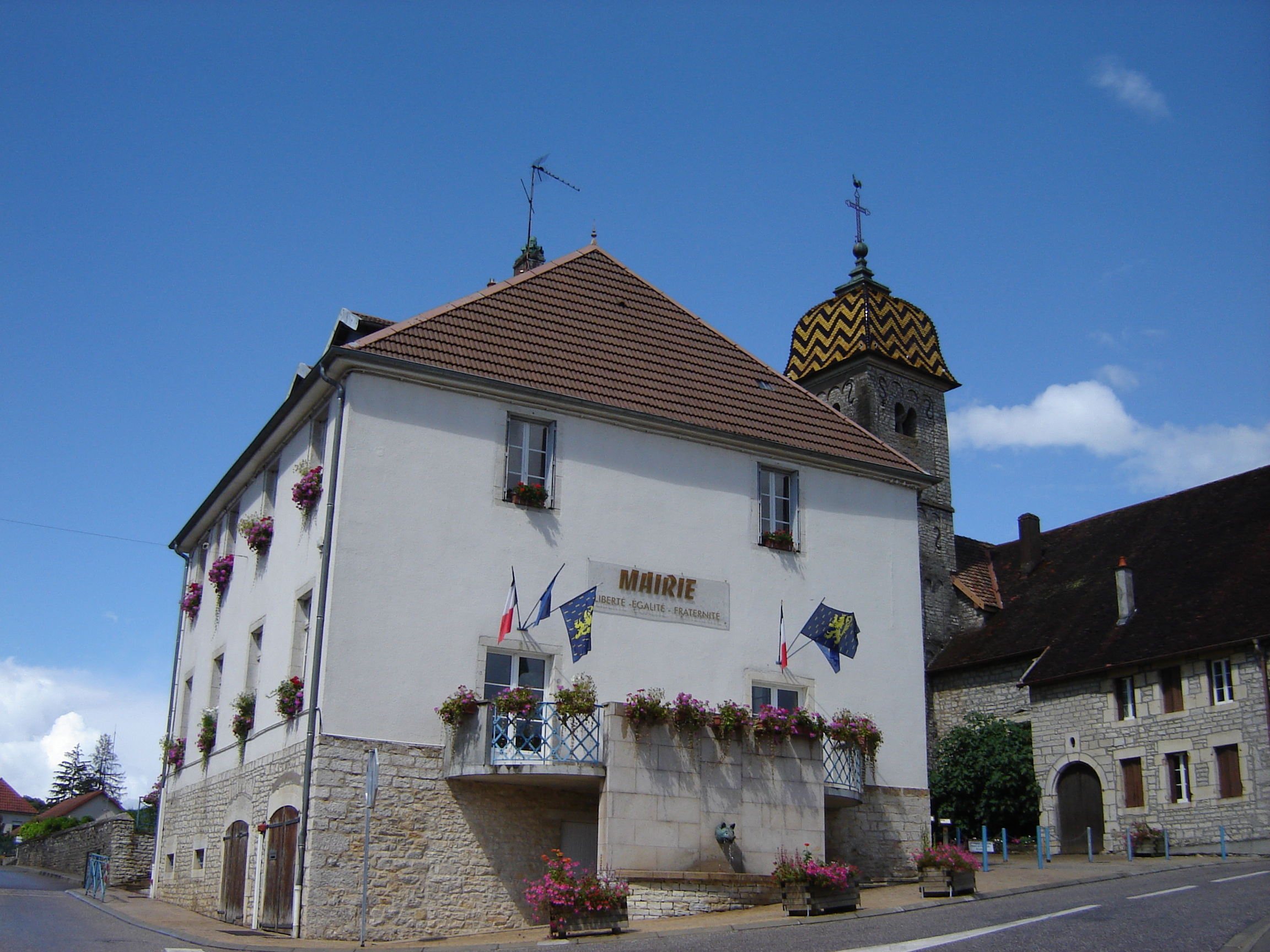
Mairie Boussières

Das Gemeindegebiet von Boussières war schon sehr früh besiedelt, was anhand von Funden aus der Bronzezeit und der gallorömischen Epoche nachgewiesen werden konnte. Der Ortsname ist vom lateinischen Wort buxus (Buchsbaum) abgeleitet. Seit dem 11. Jahrhundert bildete Boussières eine Pfarrei. Im Jahr 1548 fiel fast das ganze Dorf einem Großbrand zum Opfer. Zusammen mit der Franche-Comté gelangte Boussières mit dem Frieden von Nimwegen 1678 an Frankreich.

## Sehenswürdigkeiten

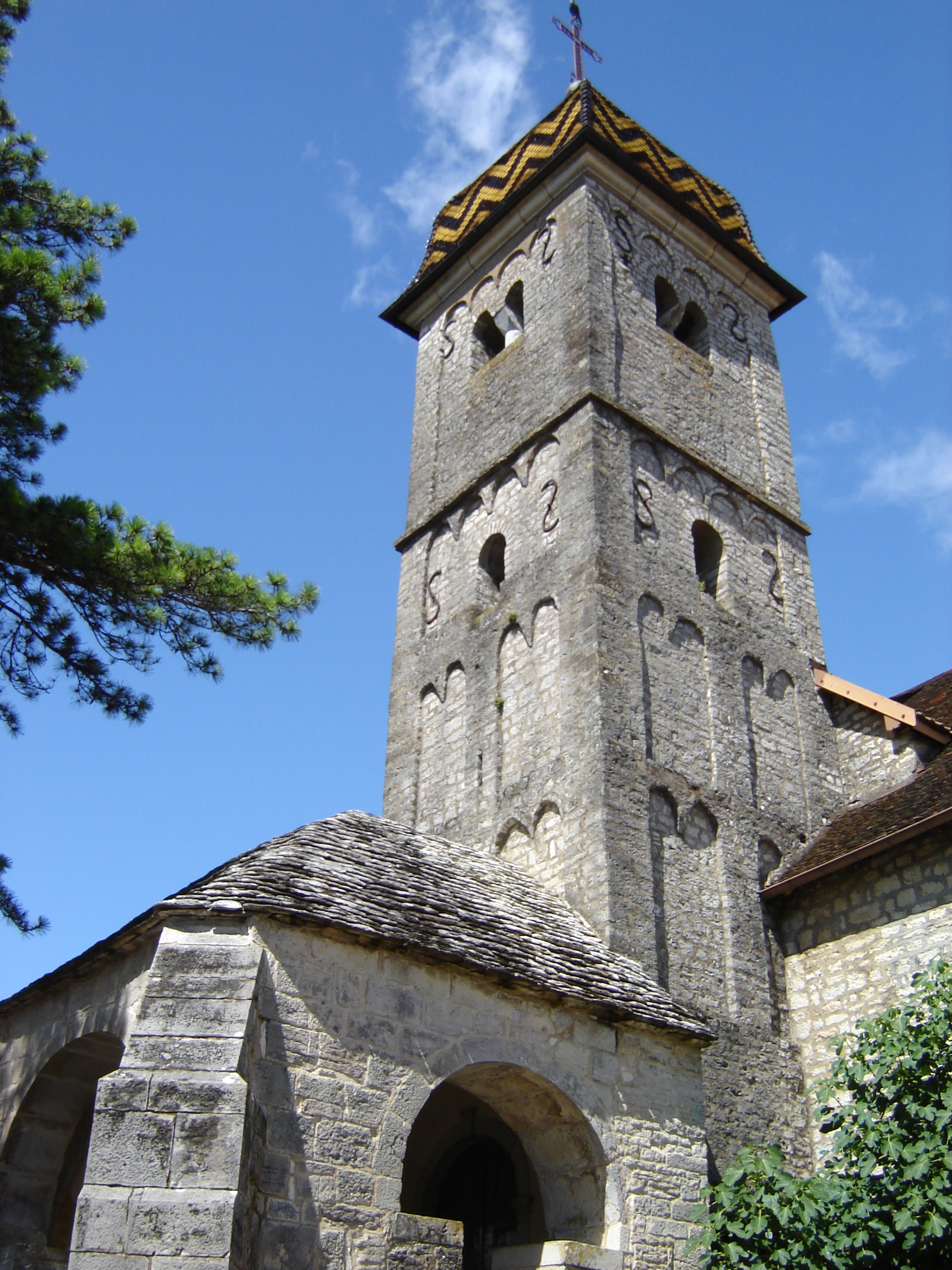
Kirche Saint-Étienne, Glockenturm

Wahrzeichen des Dorfes ist die Kirche Saint-Étienne, die ursprünglich auf das 11. Jahrhundert zurückgeht. Aus dieser Zeit ist der romanische Glockenturm erhalten; die Vorhalle wurde 1574 erstellt und das Schiff von 1725 bis 1727 neu gebaut. Im alten Ortskern sind verschiedene Häuser aus dem 17. bis 19. Jahrhundert erhalten.

## Bevölkerung
| Jahr                       | 1962 | 1968 | 1975 | 1982 | 1990 | 1999 | 2004 | 2018 |
| Einwohner                  | 505  | 531  | 697  | 762  | 837  | 929  | 1040 | 1145 |
| Quellen: Cassini und INSEE |      |      |      |      |      |      |      |      |

Mit 1200 Einwohnern (Stand 1. Januar 2022) gehört Boussières zu den kleineren Gemeinden des Départements Doubs. Nachdem die Einwohnerzahl in der ersten Hälfte des 20. Jahrhunderts stets im Bereich zwischen 510 und 610 Personen gelegen hatte, wurde seit Mitte der 1960er Jahre ein deutliches Bevölkerungswachstum verzeichnet. Seither hat sich die Einwohnerzahl verdoppelt.

## Wirtschaft und Infrastruktur
Boussières war bis lange Zeit ein vorwiegend durch die Landwirtschaft (Ackerbau, Obst- und Weinbau sowie Milchwirtschaft) geprägtes Dorf. Daneben gibt es heute einige Betriebe des Klein- und Mittelgewerbes. Zu den beiden wichtigsten Unternehmen von Boussières gehören die Papierfabrik und ein Betrieb der Präzisionsmechanik. Mittlerweile hat sich das Dorf auch zu einer Wohngemeinde gewandelt. Viele Erwerbstätige sind Wegpendler, die in den größeren Ortschaften der Umgebung ihrer Arbeit nachgehen.
Die Ortschaft liegt abseits der größeren Durchgangsstraßen an einer Departementsstraße, die von Besançon nach Byans-sur-Doubs führt. Der nächste Anschluss an die Autobahn A36 befindet sich in einer Entfernung von ungefähr 13 Kilometern. Weitere Straßenverbindungen bestehen mit Vorges-les-Pins und Torpes.